# John Johnston Parker

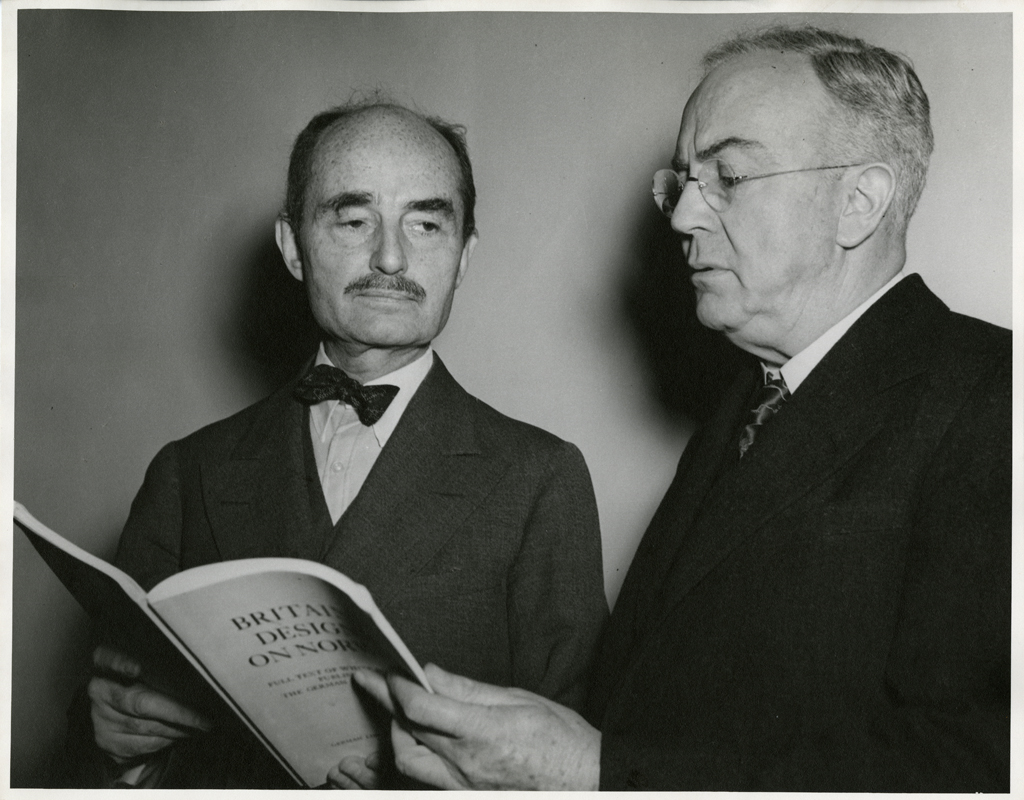
John Johnston Parker (rechts) mit Francis Biddle

John Johnston Parker (* 20. November 1885 in Monroe, North Carolina; † 17. März 1958 in Washington D.C.) war ein US-amerikanischer Richter. Nach Ende des Zweiten Weltkriegs gehörte Parker dem Internationalen Militärgerichtshof an. Während der Nürnberger Prozesse war er Stellvertreter von Francis Biddle.

## Leben
Parker wurde als Sohn von John Daniel und Frances Johnston Parker in Monroe geboren. 1908 schloss er sein Studium der Rechtswissenschaften an der University of North Carolina ab. Während seines Studiums war er Vorsitzender sowohl seines Jahrgangs als auch der Studentenvertretung und von Phi Beta Kappa. Er gewann in dieser Zeit eine Reihe von Auszeichnungen und Medaillen im Bereich Leichtathletik.
Nach seinem Studium ließ er sich 1908 zunächst in Greensboro als Anwalt nieder. Von 1910 bis 1922 arbeitete er in seiner Heimatstadt Monroe. Parker heiratete 1910 Maria Burgwin Maffitt aus Wilmington. 1922 zog er mit seiner Familie nach Charlotte und gründete die Anwaltskanzlei Parker, Stewart, McRae und Bobbitt. Als Mitglied der Republikanischen Partei trat er 1920 gegen Cameron A. Morrison bei der Wahl zum Gouverneur von North Carolina an, unterlag jedoch. Vier Jahre zuvor war er bereits als republikanischer Bewerber für das Amt des Attorney General seines Staates unterlegen gewesen. 1924 zog er für North Carolina ins Republican National Committee ein und nahm an der Republican National Convention teil, die Calvin Coolidge erneut als Präsidentschaftskandidat nominierte.
Nachdem er 1923 als Assistent des United States Attorney General tätig gewesen war, ernannte Präsident Coolidge ihn zum Richter am United States Court of Appeals for the Fourth Circuit. Diese Position hatte er bis zu seinem Tod 1958 inne; sein Nachfolger wurde Herbert Stephenson Boreman.
1930 wurde Parker von Präsident Hoover für das Amt des Vorsitzenden Richters am Obersten Gerichtshof der Vereinigten Staaten nominiert. Seine Wahl scheiterte in der Abstimmung im Senat an einer Stimme. Vor allem die Arbeiterbewegungen stellten sich gegen eine Ernennung Parkers. Die Ablehnung Parkers durch den Senat war die erste Ablehnung eines Kandidaten seit 1894.
Von 1945 bis 1946 war er stellvertretender Richter der Nürnberger Prozesse. 1954 war Parker Mitglied der Völkerrechtskommission der Vereinten Nationen.

## Publikationen (Auswahl)
- The International Trial at Nuremberg : giving vitality to international law. American Bar Association, Chicago 1951.